# Kizil (grad)
Kyzyl (na tuvanskom i ruskom jeziku: Кызы́л, u engleskim prijepisima: Kyzyl) je grad u Ruskoj Federaciji. Glavni je grad Republike Tuve.
Ime grada znači "crven" na tuvanskom i brojnim drugim turskim jezicima.
Kizil je smješten točno u zemljopisnom središtu Azije (koordinate 51°44′N 94°26′E / 51.733°N 94.433°E).
Utemeljen je 1914. godine kao Bjelocarsk (Белоца́рск); godine 1918. preimenovan je u Hem-Beldir (Хем-Белды́р), a 1926. godine u Kizil.
Broj stanovnika 2002.: 104.105

## Vanjske poveznice
- Slike Kyzyla
- Zemljovid  Arhivirana inačica izvorne stranice od 19. svibnja 2006. (Wayback Machine)